# Ataques de novembro de 2015 em Paris
Os ataques de novembro de 2015 em Paris foram uma série de atentados terroristas ocorridos na noite de 13 de novembro de 2015, em Paris e Saint-Denis, na França. Os ataques consistiriam em fuzilamentos em massa, atentados suicidas, explosões e tomada de reféns. Ao todo, ocorreram três explosões separadas e seis fuzilamentos em massa, incluindo bombardeios perto do Stade de France no subúrbio ao norte de Saint-Denis. O ataque mais mortal foi no teatro Bataclan, onde os terroristas fuzilaram várias pessoas e fizeram reféns até o início da madrugada de 14 de novembro.
Mais de 130 pessoas morreram (incluindo os 7 terroristas que perpetraram os ataques), sendo 89 delas no teatro Bataclan. Mais de 350 pessoas ficaram feridas pelos ataques, incluindo 99 pessoas em estado grave. Além das mortes de civis, oito terroristas foram mortos e as autoridades continuavam a procurar quaisquer cúmplices que permanecessem soltos. O presidente francês, François Hollande decretou estado de emergência nacional no país, o primeiro estado de emergência declarado desde 2005, e colocou controles temporários sobre as fronteiras francesas. O primeiro toque de recolher desde 1944, também foi posto em prática, ordenando que as pessoas saíssem das ruas de Paris.
Em 14 de novembro, o grupo Estado Islâmico do Iraque e do Levante assumiu a responsabilidade pelos ataques. De acordo com o Wall Street Journal, os ataques foram motivados pelo Estado Islâmico como uma "retaliação" para o papel da França na intervenção militar na Síria e no Iraque. Hollande também disse que os ataques foram organizados em território estrangeiro "pelo Estado Islâmico e com ajuda interna", além de descrevê-los como "um ato de guerra". Pelo mundo, gestos de solidariedade e apoio aos franceses se tornaram comuns, especialmente pela mídia social.
Os ataques foram os mais mortais que ocorreram na França desde a Segunda Guerra Mundial. Eles também foram os mais mortais na União Europeia desde os atentados de 11 de março de 2004 em Madrid, na Espanha. Os atentados aconteceram apenas um dia após outro ataque terrorista do Estado Islâmico em Beirute, no Líbano, que matou 43 pessoas, um dia após o assassinato de Jihadi John, um dos membros do Estado Islâmico, e catorze dias após a queda do voo Kogalymavia 9268, que matou 217 passageiros e sete membros da tripulação e sobre o qual a filial do Estado Islâmico no Sinai assumiu a responsabilidade. Antes do ataque, a França estava em alerta máximo desde o Massacre do Charlie Hebdo, em janeiro de 2015, que matou dezessete pessoas, incluindo civis e policiais.
Em 15 de novembro, dois dias após os atentados, a Força Aérea Francesa lançou vários ataques aéreos retaliatórios (a Opération Chammal) contra alvos do grupo terrorista Estado Islâmico na região da cidade síria de Raqqa. A 18 de novembro, Abdelhamid Abaaoud (um terrorista belga de origem marroquina) foi morto em uma incursão policial. Ele era acusado de ser o principal mentor dos atentados. Várias outras prisões de suspeitos foram feitas e três colaboradores ligados a organizações jihadistas na França foram mortos em uma série de ações policiais subsequentes para encontrar os responsáveis pelos ataques.

## Antecedentes
A Força Aérea da França estava envolvida na intervenção militar na Síria e no Iraque desde 19 de setembro de 2014, conhecida pelo codinome de Operação Chammal. Em outubro de 2015, o governo francês atacou alvos na Síria pela primeira vez.
O país estava em estado de alerta para ameaças terroristas desde o Massacre do Charlie Hebdo, em janeiro de 2015. A França também havia aumentado a segurança em antecipação da Convenção das Nações Unidas sobre a Mudança do Clima, programada para ser realizada em Paris de 30 de novembro a 11 de dezembro de 2015. O país também tinha restaurado as verificações de fronteira uma semana antes dos ataques. A sede do Charlie Hebdo fica no 11.º arrondissement da cidade, onde também está o teatro Bataclan.
O grupo Estado Islâmico e suas filiais têm reivindicado a responsabilidade por vários ataques mortais nas semanas que antecederam os ataques. Em 12 de novembro de 2015, um duplo atentado suicida em Beirute, no Líbano, matou 43 pessoas. Em 31 de outubro de 2015, o voo Kogalymavia 9268, que transportava passageiros russos caiu no Sinai, no Egito, matando 224 pessoas. A célula do Sinai do Estado Islâmico assumiu a responsabilidade pela queda da aeronave. Além disso, durante o dia dos ataques, o carrasco do Estado Islâmico conhecido como Jihadi John foi morto por um ataque de drones dos Estados Unidos e forças curdas tinham vencido a batalha de Sinjar contra grupos extremistas.

## Ataques
13 de novembro:
- 21h16 – Primeiro ataque suicida perto do Stade de France.
- 21h19 – Segundo ataque suicida perto do Stade de France.
- 21h25 – Tiroteio na rua Bichat.
- 21h32 – Tiroteio na rue de la Fontaine au Roi.
- 21h36 – Tiroteio na rue de Charonne.
- 21h40 – Ataque suicida no boulevard Voltaire.
- 21h40 – Três homens invadem o Bataclan e iniciam o tiroteio.
- 21h53 – Terceiro ataque suicida perto do Stade de France.
- 22h00 – Tomada de reféns no Bataclan.

14 de novembro:
- 00h20 – Forças de segurança invadem o Bataclan.
- 00h58 – Policiais declaram o Bataclan seguro.

No total, aconteceram sete ataques distintos, sendo três explosões e seis fuzilamentos. As explosões ocorreram perto do Stade de France, enquanto os tiroteios foram relatados nas imediações das ruas Alibert, Fontaine-au-Roi, Charonne, do teatro Bataclan no Boulevard Voltaire, da Avenue de la République e no Boulevard Beaumarchais. Segundo o representante da polícia de Paris, os terroristas utilizavam coletes com bombas à base de peróxido de acetona.

### Rue de la Fontaine-au-Roi
Tiros foram disparados contra o terraço de La Casa Nostra, um restaurante de comida italiana na rue de la Fontaine-au-Roi, ao sul da rue Bichat, por um homem empunhando uma metralhadora. O procurador de Paris informou que cinco pessoas foram mortas e oito ficaram feridas. Uma testemunha ocular relatou que as pessoas estavam sendo mortas por um atirador em "rajadas de três ou quatro tiros".

### Rue de Charonne
Dois atiradores dispararam durante vários minutos no terraço do La Belle Équipe, um restaurante na rue de Charonne no 11.º arrondissement, antes de regressar ao seu carro e fugir. A polícia confirmou que 18 pessoas foram mortas por homens armados que abriram fogo em direção aos terraços ao ar livre do restaurante.

### Boulevard Voltaire
Outro atirador detonou seu colete suicida na Boulevard Voltaire, nas proximidades do teatro Bataclan.

### Ruas Bichat e Alibert

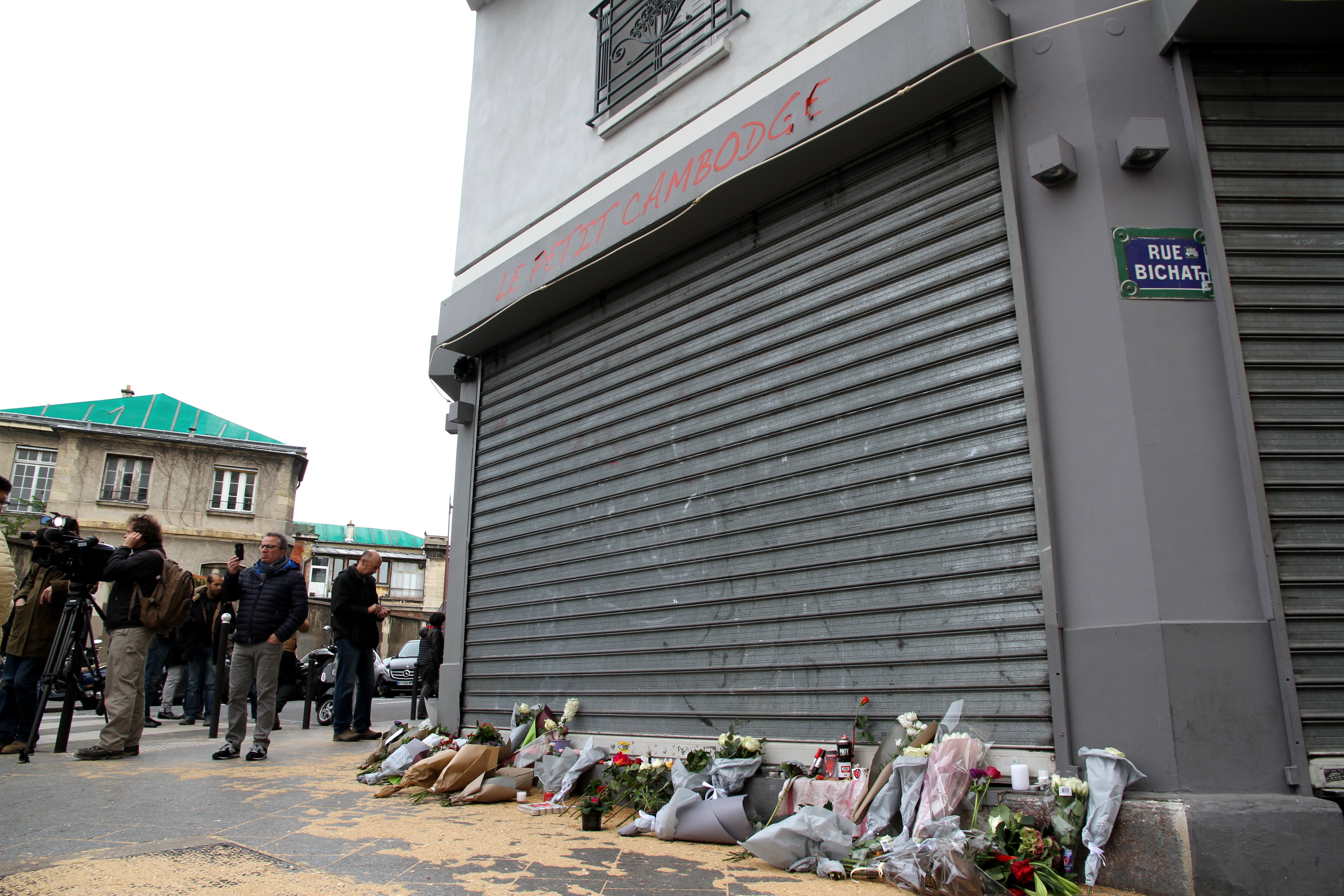
Homenagem às vítimas mortas no restaurante Le Petit Cambodge, na rua Bichat.

Os primeiros ataques ocorreram nas ruas Bichat e Alibert, perto do Canal Saint-Martin, no 10.º arrondissement. Os terroristas dispararam contra as pessoas que estavam na parte externa do café Le Carillon. Eles então cruzaram a rua Bichat e atacaram o Le Petit Cambodge, um restaurante de culinária cambojana. De acordo com a polícia francesa, onze pessoas foram mortas no restaurante e uma testemunha disse que um dos atiradores gritou "Allahu akbar".
Os terroristas supostamente fugiram em um ou dois veículos após a tiroteios. Um dos veículos tinha uma placa de identificação da Bélgica. Médicos e enfermeiros do Hôpital Saint-Louis, que fica nas proximidades, estavam no Le Carillon quando os ataques ocorreram e forneceram atendimento de emergência aos feridos.

### Explosões nos arredores do Stade de France
Três explosões ocorreram perto do Stade de France, no subúrbio de Saint-Denis, resultando em pelo menos cinco mortes. As explosões aconteceram às 21h17, 21h30 e 21h53 (horário local). Pelo menos 10 pessoas foram feridas ou mortas em uma explosão em um bar perto do estádio às 21h30, cerca de 20 minutos após o início de um jogo de futebol entre as seleções da França e a Alemanha, onde o presidente francês François Hollande estava.

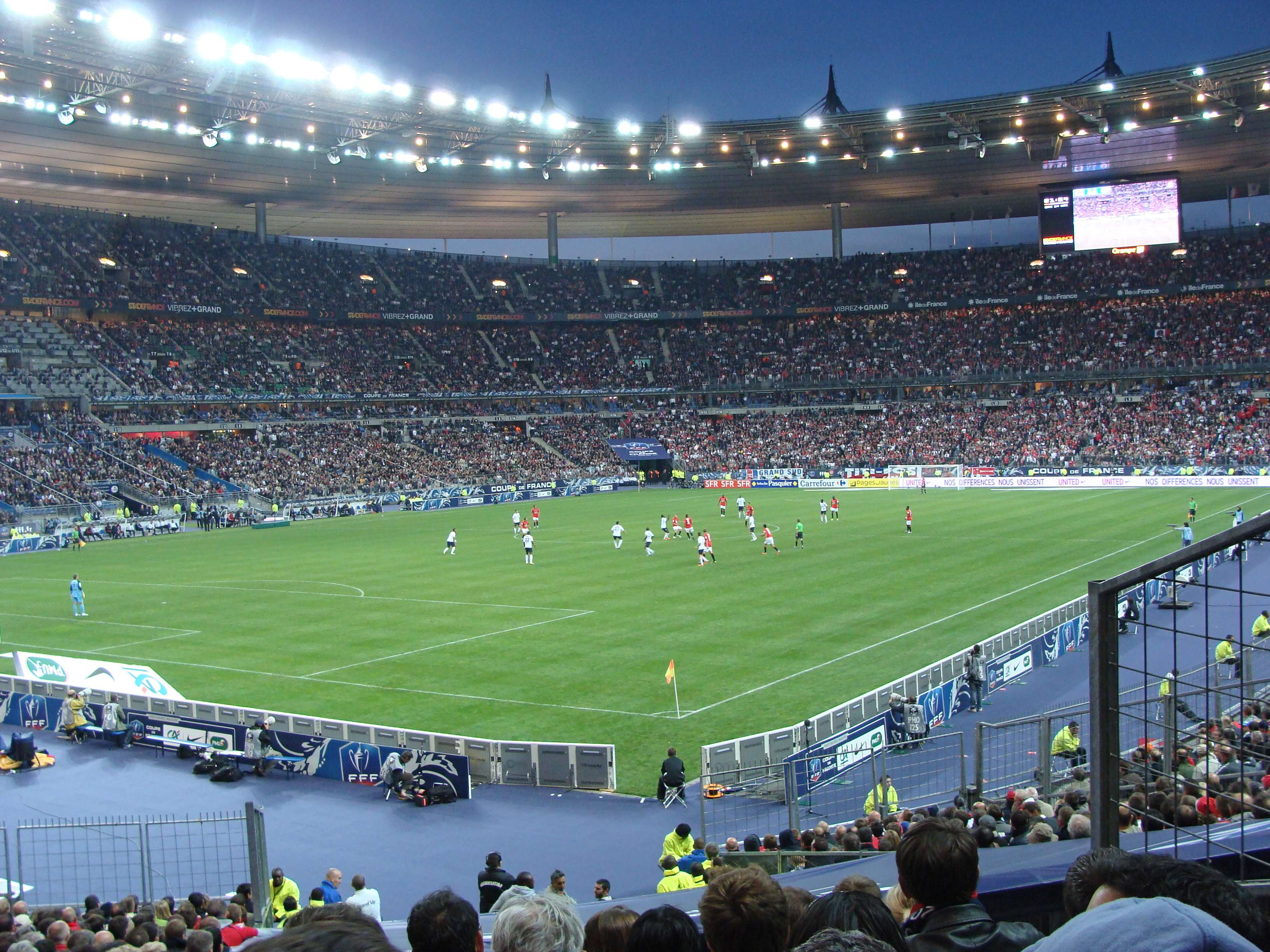
Stade de France em 2010.

O primeiro terrorista detonou seu cinto de explosivos ao tentar entrar pelo Portão J do estádio, matando pelo menos três torcedores. Hollande foi evacuado com segurança durante o intervalo. O presidente se reuniu com o ministro do Interior, Bernard Cazeneuve para coordenar uma resposta à situação de emergência. Duas das explosões foram ouvidas durante a transmissão televisiva ao vivo da partida, mas os jogadores e o público não foram informados sobre o perigo até o fim do jogo. Após a partida, os torcedores foram levados para o campo para aguardar a evacuação, enquanto a polícia monitorava todas as saídas ao redor do local.
Fontes de segurança confirmaram que todas as três explosões foram atentados suicidas. O Wall Street Journal informou que pelo menos um dos atiradores tinha um ingresso para o jogo de futebol, mas foi impedido de entrar no estádio na verificação de segurança, no momento em que ele detonou seu colete de explosivos. Os ataques ocorreram apenas sete meses antes da França ser escolhida como a sede do Campeonato Europeu de Futebol de 2016.

### Massacre do teatro Bataclan
No teatro Bataclan, no Boulevard Voltaire no 11.º arrondissement, os terroristas abriram fogo contra o público de 1,5 mil pessoas que assistiam ao espetáculo da banda de rock estadunidense Eagles of Death Metal. Após cerca de uma hora de concerto, quatro homens vestidos de preto e segurando fuzis AK-47 entraram no salão.

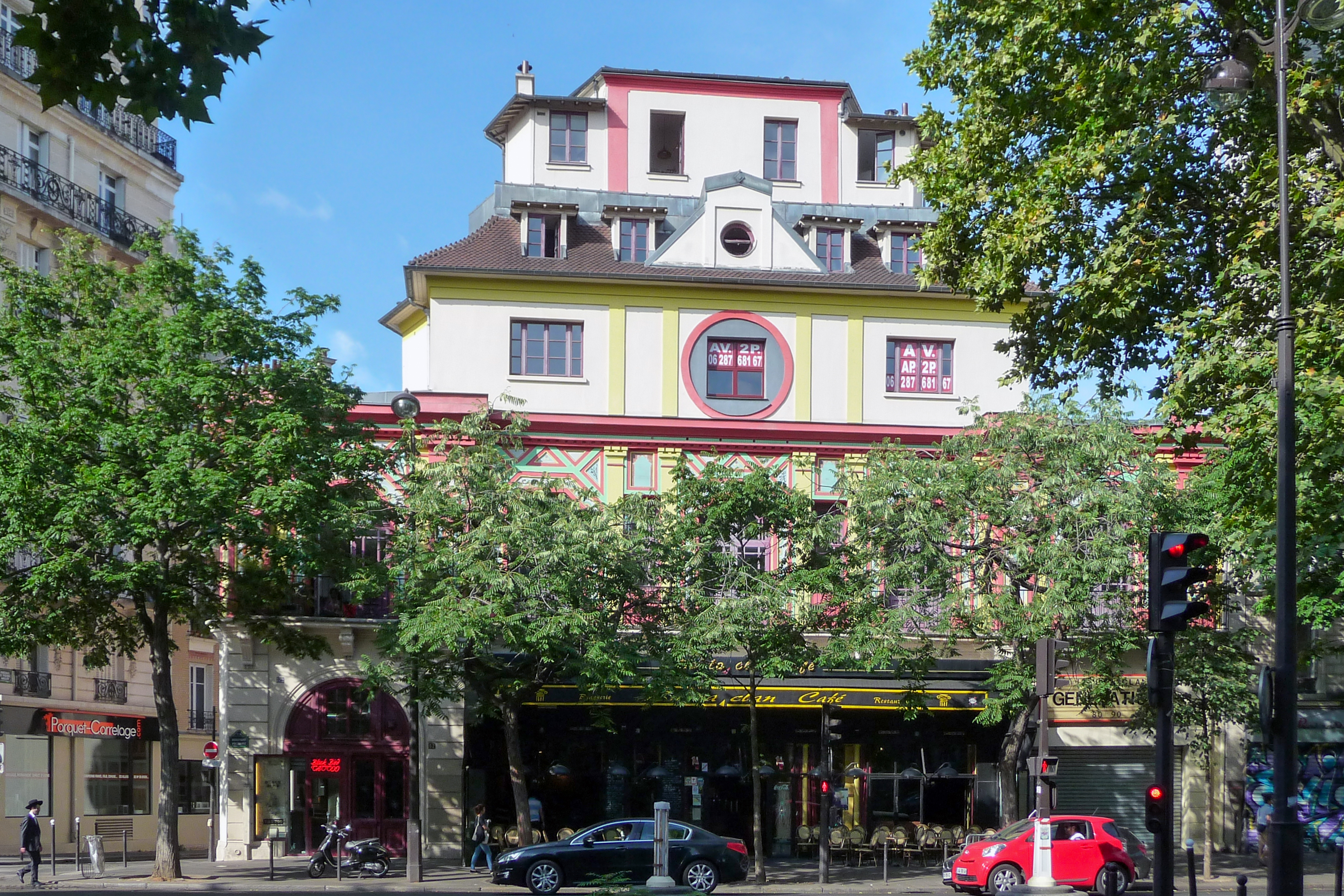
O teatro Bataclan em 2015.

Testemunhas ouviram gritos de "Allahu akbar" pouco antes dos extremistas fuzilarem a multidão de maneira calma e metótica. Uma das testemunhas disse que viu indivíduos armados entrarem no Bataclan, sendo que dois ou três homens sem máscaras dispararam indiscriminadamente contra a plateia. O ataque durou cerca de 20 minutos, sendo que outras testemunhas relataram que os agressores também lançaram granadas contra a multidão. A repórter de rádio Julien Pearce, que assistia ao concerto, descreveu os agressores à CNN como calmos e determinados, sendo que recarregaram suas armas três ou quatro vezes.
Por volta das 22h, os homens começaram a fazer reféns, conforme a polícia reunia suas equipes do lado de fora da sala de concertos. Entre 60 e 100 reféns foram levados. Os membros da banda escaparam sem ferimentos. Uma testemunha que escapou do ataque disse a um jornalista que havia cinco ou seis atiradores e que eles mencionaram a Síria. Uma das vítimas afirmou que um dos atiradores gritou: "Isso é por causa de todo o mal feito por Hollande contra todos os muçulmanos do mundo". Houve mais ataques registrados contra a polícia e os socorristas que chegaram ao local depois de relatos iniciais de fuzilamentos dentro do teatro. Um dos terroristas no Bataclan também tinha explosivos, de acordo com um oficial da polícia que estava na cena do crime.
Por volta das 00h15, a polícia iniciou um ataque ao teatro após relatos de que os atiradores tinham começado a matar os reféns. O cerco terminou às 00h58. Os relatórios policiais iniciais indicaram que 100 pessoas foram mortas no teatro; no entanto, o número foi posteriormente revisado para 87. Quatro terroristas morreram, três deles ao detonar seus coletes suicidas. O quarto foi atingido por tiros da polícia e seu colete explodiu quando ele caiu. O bairro inteiro ao redor da área foi fechado depois dos ataques. Os proprietários do edifício, que são judeus, afirmaram que o teatro já tinha sido ameaçado antes.

## Responsáveis

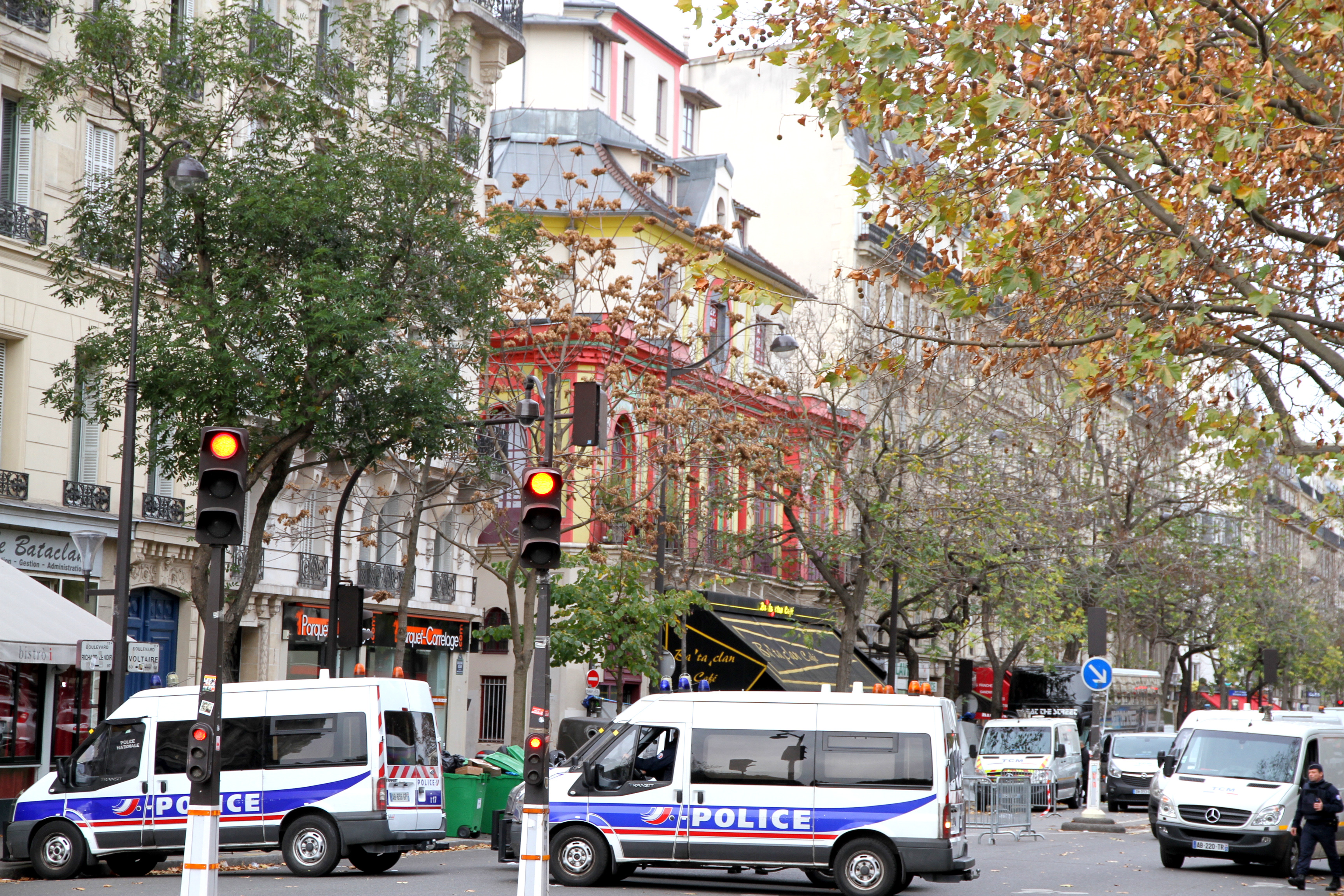
Polícia francesa colhendo evidências no Bataclan no dia seguinte ao ataque.

O presidente Hollande afirmou em 14 de novembro que os ataques foram organizados em território estrangeiro pelo Estado Islâmico do Iraque e do Levante com a ajuda interna; o grupo terrorista assumiu a autoria dos atentados no mesmo dia. Passaportes sírios e egípcios teriam sido encontrados perto dos corpos de dois dos autores em dois locais atacados. Segundo o procurador público de Paris, François Molins, sete extremistas foram mortos, embora as autoridades continuem a procurar os atiradores do restaurante. Os atiradores vestiam coletes suicidas com o explosivo TATP.

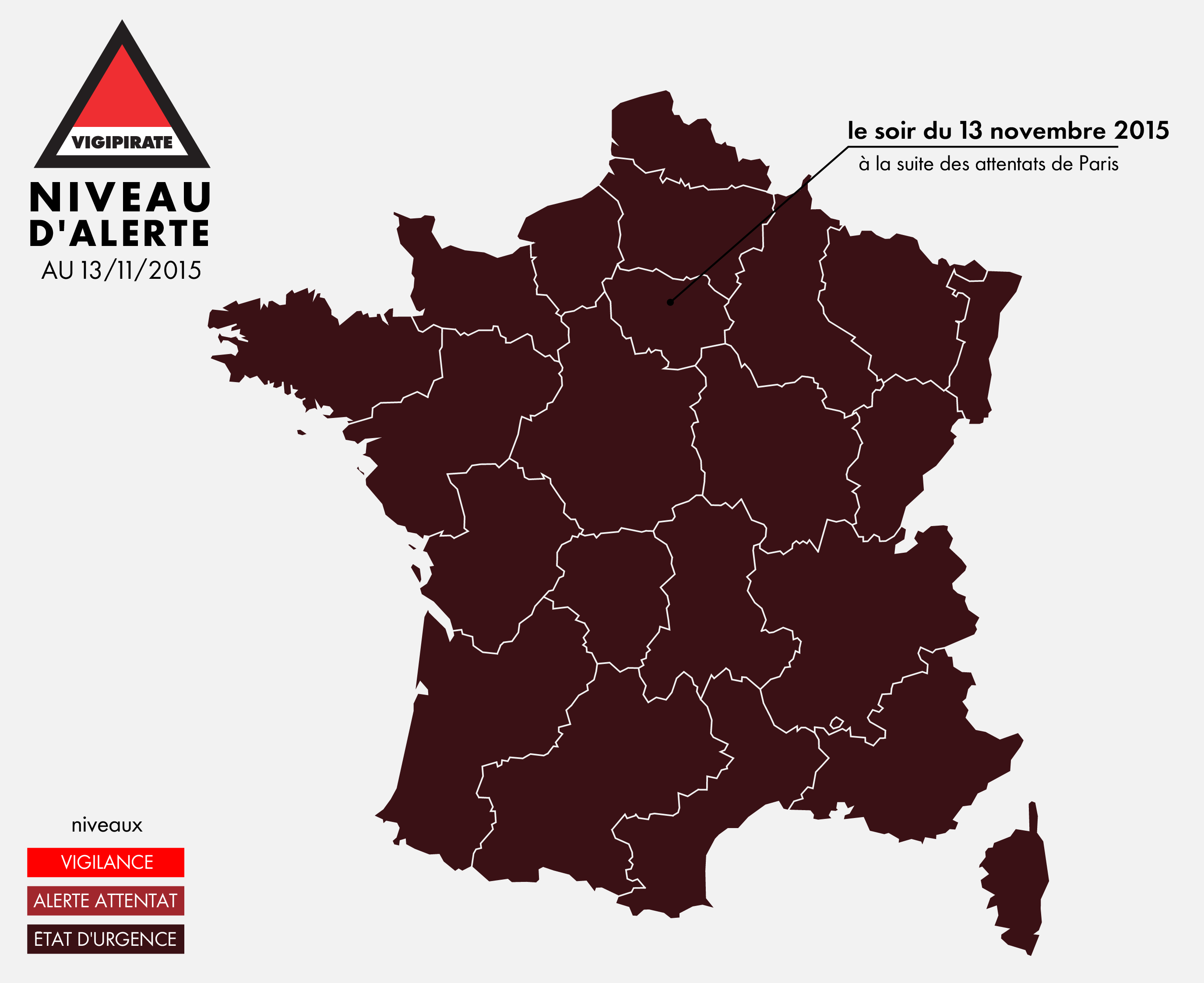
Todo o território francês foi colocado em alerta máximo após os ataques.

- Três atacaram o teatro Bataclan vestindo roupas pretas e usando fuzis AK-47.[8] Dois se mataram ao explodir seus coletes suicidas durante o confronto policial no teatro. O terceiro foi morto por tiros da polícia pouco antes de seu colete ser detonado.[8]
- Três homens-bomba detonaram seus coletes perto do Stade de France. Um passaporte sírio foi encontrado em um dos homens-bomba, de acordo com a polícia francesa. A autenticidade do passaporte foi questionada e muitos analistas apontaram que passaportes sírios falsos podem ser facilmente obtidos.[63] O Ministro da Proteção do Cidadão na Grécia, Nikos Toskas, anunciou que um dos titulares de passaportes sírios tinham passado por Leros em outubro, mas os documentos e impressões digitais ainda devem ser comparados para determinar se ele realmente passou pelo território grego, ou se conseguiu o passaporte ao longo do caminho.[64] No entanto, um oficial de inteligência do governo dos Estados Unidos disse que o passaporte não tinha um número válido e a fotografia não coincidia com o nome, o que sugere que pode ser uma farsa.[65] Também foi relatado que um passaporte egípcio foi encontrado perto do corpo de outro homem-bomba.[66]
- O sétimo terrorista detonou seu colete no boulevard Voltaire, perto do teatro Bataclan.[8]

Um dos atiradores foi identificado como um jihadista que tinha voltado da Síria para cometer atos terroristas. Outro era um extremista francês, nascido em 21 de novembro de 1985 no subúrbio de Courcouronnes, cerca de 32 km ao sul de Paris. Ele tinha uma ficha criminal desde 2004 e foi marcado como um extremista islâmico em 2010, mas nunca chegou a ser preso. A mídia francesa identificou este atacante como Ismaël Omar Mostefai, descrito como um "jovem pai com raízes argelinas." Um segundo atirador foi encontrado com um passaporte de um homem sírio que tinha nascido em 1980. O homem no passaporte não era conhecido pela polícia francesa. Pelo menos um indivíduo com uma possível ligação com os ataques tinha entrado na União Europeia através da Grécia como um refugiado sírio em outubro, mas a polícia grega não descarta que o passaporte possa ter mudado de mãos antes dos ataques. O Ministério do Interior da Sérvia declarou que as características do homem correspondiam com as de um suspeito de terrorismo, identificado pelas autoridades sérvias como Ahmed Almuhamed. Um outro homem foi identificado como Abbdulakbak B.
Em 14 de novembro, um carro usado nos ataques foi parado na fronteira Bélgica-França e seus três ocupantes foram presos. Mais três pessoas foram detidas na Bélgica. Três equipes de terroristas executaram os ataques, de acordo com o promotor de Paris. Eles usavam coletes explosivos com detonadores idênticos. Um terrorista tinha oito passagens pela prisão, mas não tinha sido ligado ao terrorismo. Um homem de 51 anos de idade de Montenegro foi preso uma semana antes na Alemanha, em 5 de novembro, quando a polícia encontrou revólveres, granadas e explosivos em seu carro. As possíveis ligações entre este caso e o Estado Islâmico na França estão sendo investigadas. Um outro carro abandonado perto do teatro Bataclan foi identificado como tendo uma multa de estacionamento emitida em Molenbeek-Saint-Jean, um distrito de Bruxelas, na Bélgica.

### Terroristas
Os terroristas identificados como participantes dos atentados são:
- Abdelhamid Abaaoud — atacou os bares e restaurantes, indicado como o líder dos atentados (morto)
- Salah Abdeslam — levou terroristas ao Bataclan, indicado como o responsável pela logística dos terroristas
- Brahim Abdeslam — atacou os bares e restaurantes (morto)
- Ismael Omar Mostefai — atacou o Bataclan (morto)
- Mohamed Abrini — fugiu dos locais de ataques
- Samy Amimour — atacou o Bataclan (morto)
- Bilal Hadfi — atacou o Stade de France (morto)
- Ahmad Al-Mohammad (identidade não confirmada) — atacou o Stade de France (morto)
- Fued Mohamed Aggad — atacou o Stade de France (morto)

## Repercussão

### Nacional

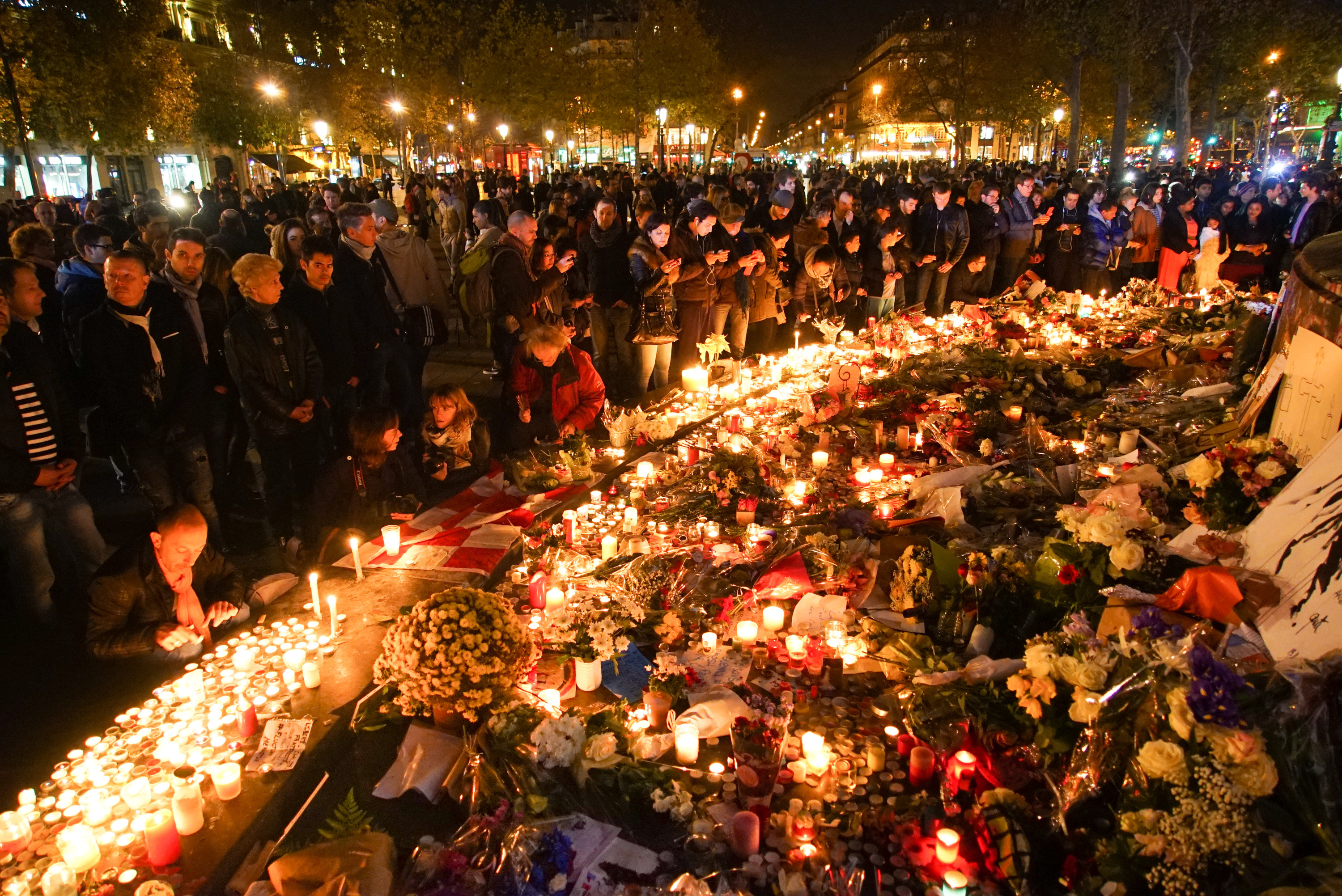
Memorial em homenagens às vítimas do ataque na Place de la République em 15 de novembro de 2015.

O presidente Hollande emitiu uma declaração pedindo ao povo francês que permaneça forte em face de tais incidentes. Ele também visitou o teatro Bataclan e prometeu lutar "sem piedade" contra o terrorismo. As autoridades exortaram os habitantes de Paris a ficar dentro de casa para sua própria segurança. Hollande também cancelou sua viagem para a cúpula do G20 na cidade de Antalya, na Turquia, por causa dos atentados, mas enviou representantes. Em 14 de novembro, o governo francês anunciou três dias de luto nacional.
Em resposta aos ataques, a França foi colocada sob estado de emergência nacional pela primeira vez desde 2005, suas fronteiras foram temporariamente fechadas e 1,5 mil soldados foram chamados para ajudar a polícia a manter a ordem em Paris. O "plano branco" (Île de France) e o "plano vermelho" (global), dois planos de contingência para situações de emergência, foram imediatamente ativados. Paris declarou seu primeiro toque de recolher em 70 anos, desde a Segunda Guerra Mundial.
Voos com destino e saindo do Aeroporto Charles de Gaulle e do Aeroporto de Paris-Orly foram principalmente afetados. A American Airlines atrasou voos para Paris até novo aviso. Muitas estações do Metrô de Paris, nos 10.º e 11.º arrondissements, foram fechadas por causa dos ataques.

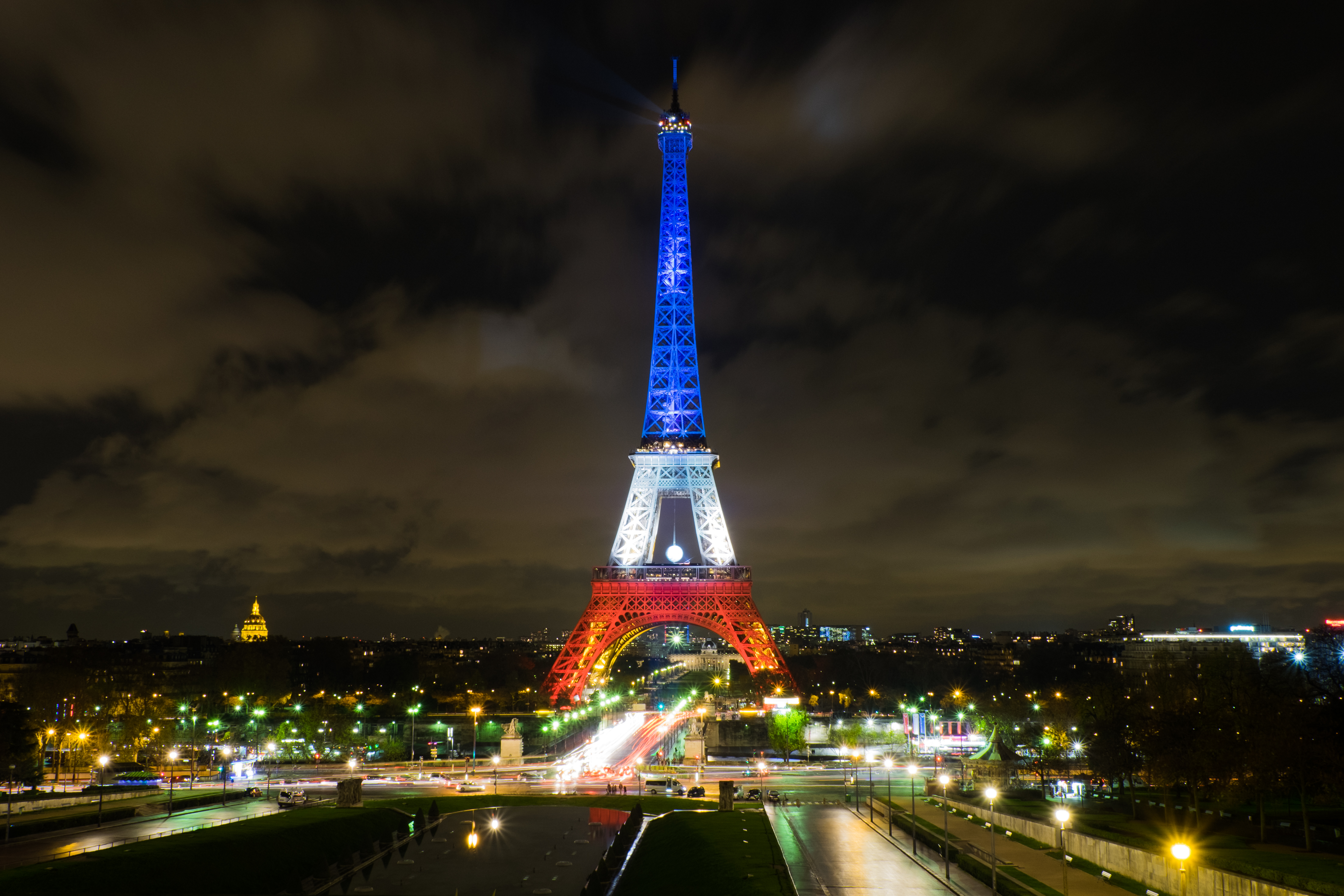
Torre Eiffel iluminada com as cores da bandeira da França por conta dos ataques.

Todas as escolas públicas e universidades parisienses foram fechadas no dia seguinte. Os eventos esportivos que ocorreriam na França no fim de semana de 14 e 15 de novembro foram adiados/anulados. A Disneyland Paris fechou seus parques, pela primeira vez na história, em solidariedade com aqueles que morreram nos ataques; o parque temático tinha operado diariamente desde a sua abertura, em 1992. A Torre Eiffel, um marco parisiense visitado por 20 mil pessoas por dia, foi fechada por tempo indeterminado. Sete pessoas foram distinguidos, em 23 de janeiro de 2016, com a Medalha de Bronze da Cidade de Paris por terem ajudado a socorrer as vítimas do ataque terrorista ao Bataclan. Três dos homenageados são portugueses.

### Internacional

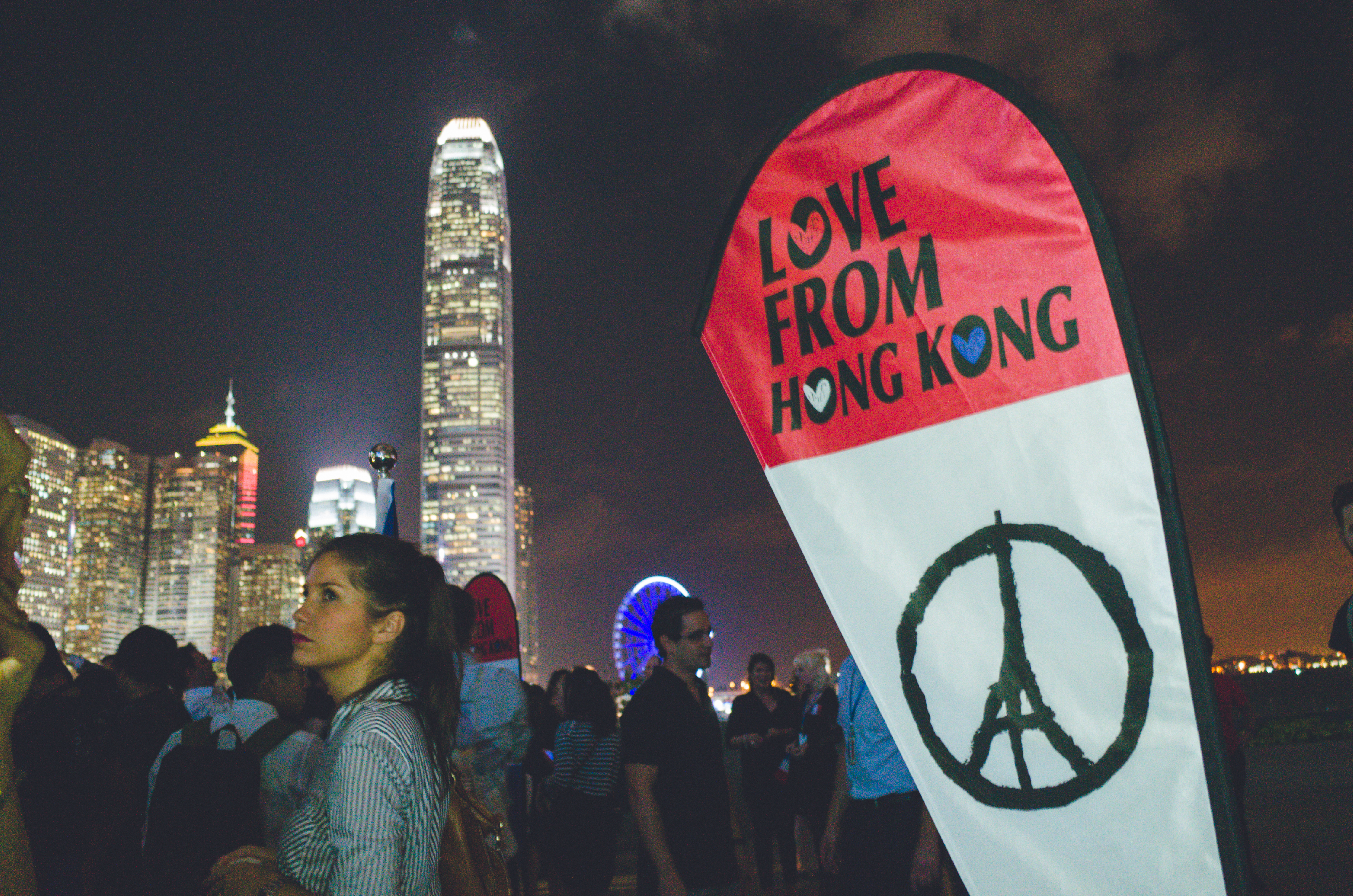
Protesto de apoio em Hong Kong, China.

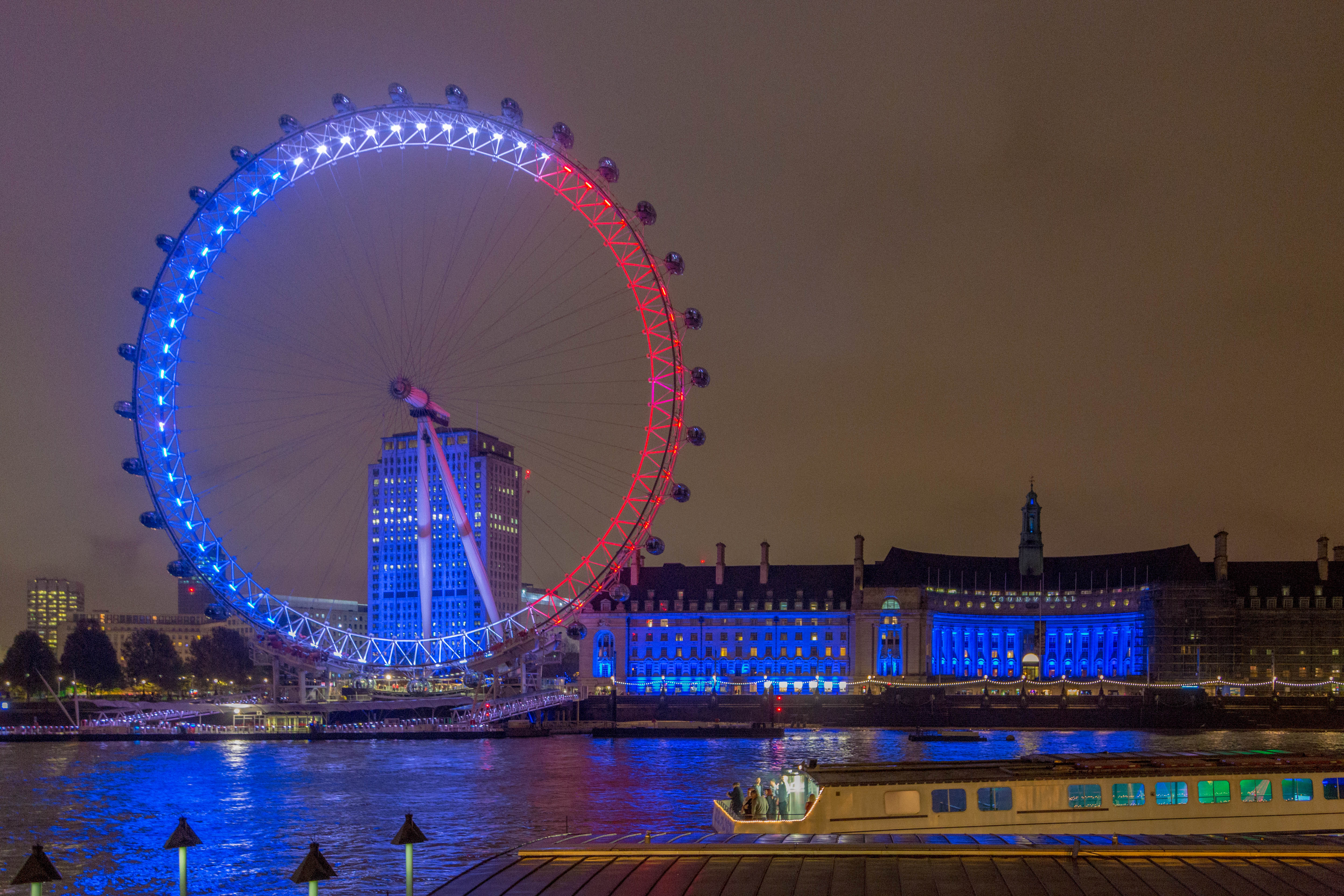
London Eye, Londres, Reino Unido, iluminada em homenagens às vítimas.

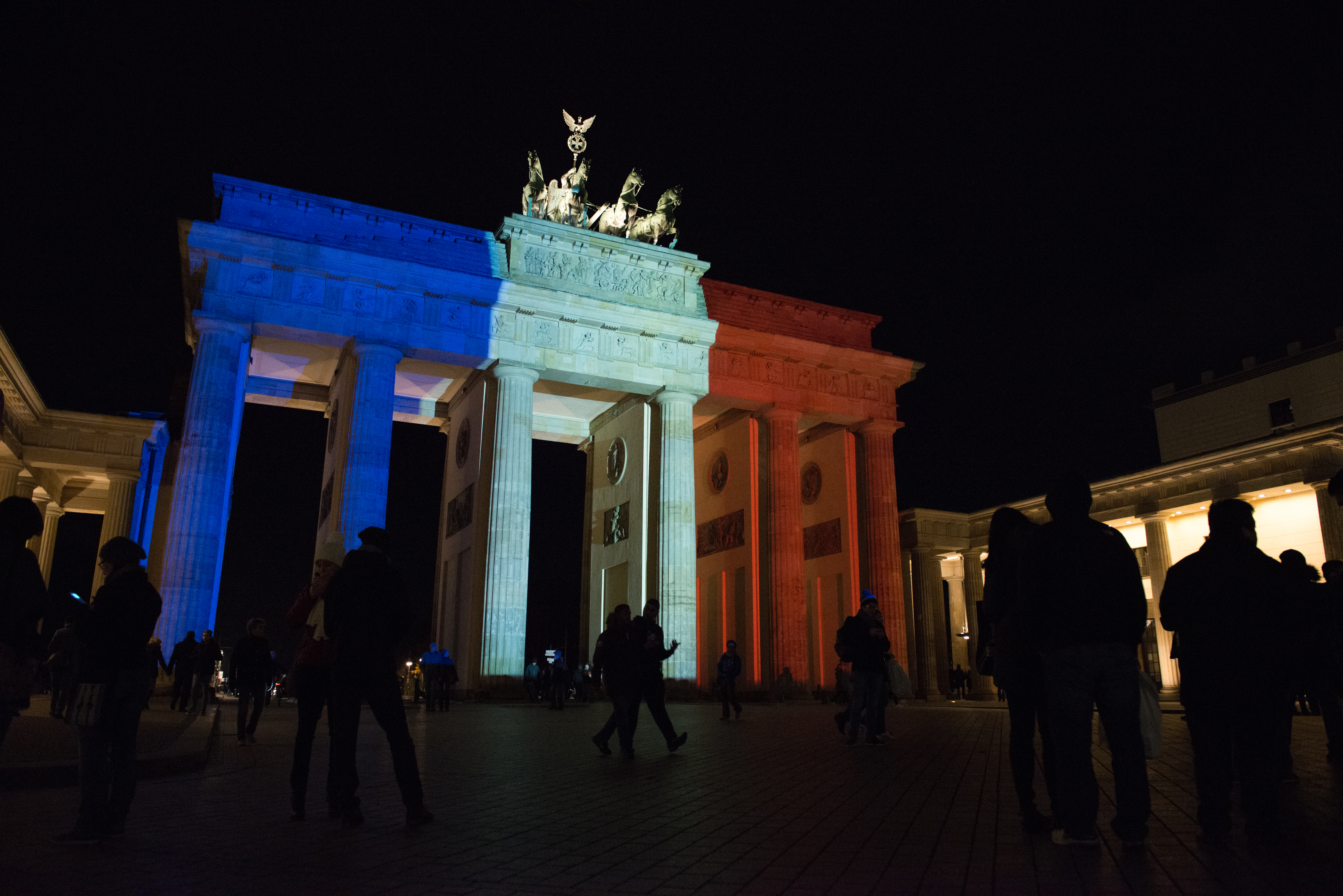
Portão de Brandemburgo, Berlim, Alemanha, com as cores da bandeira francesa.

O presidente dos Estados Unidos, Barack Obama, prometeu conjuntamente com o presidente francês François Hollande, reforçar a cooperação bilateral contra o terrorismo, na sequência de atentados em Paris. Obama chamou de "ultrajantes" os atentados e que essas ações são "ataques a toda a humanidade". O presidente, pronunciando-se diretamente da Casa Branca, lembrou dos atentados de 11 de setembro de 2001 ao dizer que os americanos sabem como os franceses estão se sentindo. A antena da torre do World Trade Center ficará iluminada por vários dias nas cores azul, branco e vermelho, em referência à bandeira francesa. Andrew Cuomo, governador de Nova Iorque, afirmou que este "[é um gesto de] solidariedade para com o povo de França, tal como eles fizeram conosco nos nossos tempos de tragédia", numa alusão ao 11 de setembro de 2001.
A chanceler Angela Merkel mostrou-se chocada com os atentados afirmando que "nestas horas o meu pensamento está com as vítimas destes ataques evidentemente terroristas, com os seus familiares e com todos os habitantes de Paris".
O presidente de Portugal, Aníbal Cavaco Silva enviou um telegrama ao presidente francês em que demonstra grande consternação pelos ataques terroristas. "Foi com grande consternação que tomei conhecimento dos hediondos ataques terroristas, hoje, em Paris, e da perda trágica de um elevado número de vidas", refere Aníbal Cavaco Silva, na mensagem dirigida na sexta-feira ao seu homólogo francês e divulgada no 'site' da Presidência da República. "Peço-lhe que aceite, Senhor Presidente, a expressão da minha elevada consideração e estima pessoal". Também o primeiro-ministro português na altura, Pedro Passos Coelho, e o líder da oposição António Costa enviaram mensagens ao presidente francês condenando os ataques, mostrando condolências e solidariedade à França.
O presidente do Conselho Europeu, Donald Tusk, escreveu ao presidente Hollande expressando sua crença de que os ataques eram "um ultraje contra a França e contra a Europa como um todo" e afirmou que a União Europeia está em solidariedade com o povo francês. Martin Schulz, presidente do Parlamento Europeu, condenou os ataques, dizendo: "Neste momento terrível nossos pensamentos e simpatia estão com as famílias e amigos das vítimas, em conjunto com as autoridades francesas e com todos os cidadãos franceses [...] Ontem , Paris foi brutalmente agredida pela segunda vez em menos de um ano. Os terroristas queriam atingir o núcleo da civilização ocidental, os seus valores e seu povo. [...] No entanto, a Europa está unida na luta contra o terrorismo, em nossa determinação para rastrear as redes e todos aqueles que contribuíram para organizar esses atos terríveis e trazê-los à justiça. Nosso compromisso de defender os nossos valores de liberdade, igualdade, democracia e do Estado de direito está tão forte como sempre".
O secretário-geral da União de Nações Sul-Americanas (UNASUL), Ernesto Samper, disse que "o terrorismo é uma epidemia global que deve ser combatida com a solidariedade universal com as vítimas". Em um comunicado, a organização diz que a América do Sul expressa sua "consternação com esta barbárie" que aconteceu em Paris e oferece "solidariedade" para com o povo francês. A presidente Dilma Rousseff enviou uma carta de solidariedade a Hollande após ataques, além de ter utilizado o Twitter para se manifestar, dizendo: "Devemos combater sem trégua os atos hediondos cometidos em Paris. Reitero minha solidariedade ao presidente @FHollande e ao povo francês".
Ban Ki-Moon, o secretário-geral das Nações Unidas, condenou os ataques em Paris, ao classificá-los como "desprezíveis" e afirmar que confiava as autoridades francesas para trazer os responsáveis à justiça. Ban também estendeu suas condolências às famílias das vítimas e desejou uma rápida recuperação para aqueles que foram feridos. Em um comunicado separado, os 15 membros do Conselho de Segurança das Nações Unidas também condenaram os ataques "bárbaros e covardes" contra civis.
Após os ataques, várias estruturas ao redor do mundo foram iluminadas com as cores da bandeira francesa, como o One World Trade Center, em Nova Iorque; a Tower Bridge, o Estádio de Wembley e a London Eye, em Londres; o Centro Cívico de São Francisco, na Califórnia; a Torre CN, em Toronto; o Portão de Brandemburgo, em Berlim; a Ópera de Sydney; o CenturyLink Field, em Seattle; El Ángel de la Independencia, na Cidade do México; a Torre Pérola Oriental, em Xangai; a Torre de Kuala Lumpur; o Palácio da Cultura e Ciência, em Varsóvia; o Matenadaran, em Erevan; a prefeitura de Atenas, o Estádio Beira-Rio, em Porto Alegre, o Cristo Redentor, no Rio de Janeiro, a Torre de Belém e o edifício da Câmara Municipal, em Lisboa e o Teatro Rivoli, no Porto.